# Rueil-la-Gadelière
Rueil-la-Gadelière – miejscowość i gmina we Francji, w Regionie Centralnym, w departamencie Eure-et-Loir.
Według danych na rok 1990 gminę zamieszkiwało 455 osób, a gęstość zaludnienia wynosiła 25 osób/km² (wśród 1842 gmin Centre, Rueil-la-Gadelière plasuje się na 714. miejscu pod względem liczby ludności, natomiast pod względem powierzchni na miejscu 734.).